# Lai Tigiel
Der Lai Tigiel ⓘ ist ein See östlich von Savognin auf dem Gemeindegebiet von Surses im Kanton Graubünden in den schweizerischen Alpen. Er liegt auf 2462 m ü. M., zwischen Piz Mitgel, Tinzenhorn und Pizza Grossa. Der See liegt mitten im Parc Ela, einem im Jahr 2006 eröffneten 600 km² grossen Naturpark.

## Zugang
Häufige Ausgangspunkte sind Plang la Curvanera und Pensa. Zum Parkplatz Plang la Curvanera (1893 m ü. M.) führt ein Strässchen von Savognin via Tussagn. Die Alpstrasse von Tinizong in das Val d’Err nach Pensa ist für den allgemeinen Motorfahrzeugverkehr gesperrt. Ein Wanderbus fährt mittwochs von Savognin nach Plang la Curvanera und dienstags sowie freitags nach Pensa.
|  | - Ausgangspunkt: Savognin (1207 m) oder Plang la Curvanera (1844 m) - Route: Savognin, Soras, Nassegl, Plang Begls - Als Wanderweg weiss-rot-weiss markiert - Schwierigkeit: B - Zeitaufwand: 4½ Stunden von Savognin oder 2½ Stunden von Plang la Curvanera - Ausgangspunkt: Tinizong (1232 m) oder Pensa (1673 m) - Route: Tinizong, Pensa, Bartg - Als Wanderweg weiss-rot-weiss markiert - Schwierigkeit: B - Zeitaufwand: 3¾ Stunden von Tinizong oder 2¼ Stunden von Pensa - Ausgangspunkt: Bergün/Bravuogn (1367 m), Alvaneu Bad (957 m), Filisur (1032 m) oder Ela-Hütte (2252 m) - Route: Ela-Hütte, Pass digls Orgels (2699 m) - Als Wanderweg weiss-rot-weiss markiert - Schwierigkeit: EB - Zeitaufwand: 4¾ Stunden von Bergün/Bravuogn, 5¼ Stunden von Alvaneu Bad, 5¼ Stunden von Filisur oder 1¾ Stunden von Ela-Hütte |